# Garłacz górnośląski koroniasty

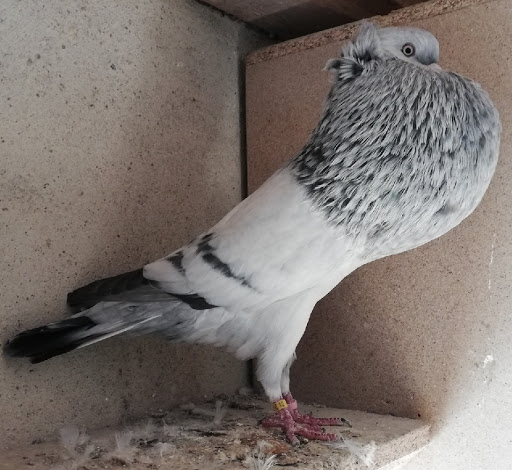
Garłacz górnośląski koroniasty

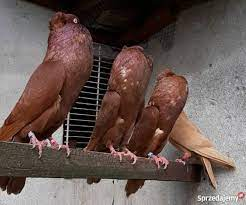
Garłacze Górnośląskie koroniaste w barwie czerwonej

Garłacz górnośląski koroniasty (ang. Starwitzer Cropper) – stara polska rasa gołębi ozdobnych z typu dętych pochodząca od gołębia skalnego (łac. Columba livia). Pochodzenie tej rasy nie jest do końca znane, wiadomo tylko że był licznie hodowany na Górnym Śląsku przez hodowców z Niemiec i z Polski. Prawdopodobnie był krzyżowany z innymi garłaczami aby powiększyć nadmuchiwanie wola.
Garłacz górnośląski koroniasty jest dużym i wysokim gołębiem z umiejętnością nadmuchiwana wola. Ich kształt powinien przypominać gruszkę. Cechą charakterystyczną tego garłacza jest głośne klaskanie skrzydłami w czasie lotu. Niektóre okazy potrafią szybko zatrzymać się w czasie lotu, co powoduje przechylenie w tył całego ciała. Przez gołębiarzy ta umiejętność nazywana jest stawianiem.
Garłacze górnośląskie koroniaste występują w szerokiej palecie kolorów. Znane są następujące barwy: czarne, białe, czerwone, żółte, niebieskie z czarnymi pasami, niebieskie bez pasów, niebiesko-płowe z pasami, niebiesko-płowe bez pasów, czerwono-płowe, żółto-płowe, barwy końcate, szymle z pasami lub bez, płowy groch, ciemny groch, niebieski groch, żółty groch i czerwony groch.